# Municipio XIII (2013)
Pour l’article homonyme, voir Municipio XIII (2001-2013).
Le Municipio XIII, dit Aurelia, est une subdivision administrative de Rome située dans la partie ouest de la ville.

## Géographie

### Situation
Le municipio est constitué d'un territoire de forme allongée, s'étendant du Tibre à l'est jusqu'à la limite de la commune de Rome à l'ouest. Il est limitrophe de l'État du Vatican au nord-est.

## Historique
En mars 2013, il remplace l'ancien Municipio XVIII sur le même territoire.

## Subdivisions
Administrativement, il est divisé en six zones urbanistiques :
- 18a - Aurelio Sud
- 18b - Val Cannuta
- 18c - Fogaccia
- 18d - Aurelio Nord
- 18e - Casalotti di Boccea
- 18f - Boccea

## Politique et administration

### Municipalité
Le municipio est dirigé par un président et un conseil de 24 membres élus au suffrage direct pour cinq ans.

### Présidents
| Période     | Nom                    | Parti politique     |
| ----------- | ---------------------- | ------------------- |
| 2013-2016   | Valentino Mancinelli   | Parti démocrate     |
| 2016-2021   | Giuseppina Castagnetta | Mouvement 5 étoiles |
| depuis 2021 | Sabrina Giuseppetti    | Parti démocrate     |